# (48457) Joseffried
(48457) Joseffried est un astéroïde de la ceinture principale.

## Description
(48457) Joseffried est un astéroïde de la ceinture principale. Il fut découvert le 12 septembre 1991 à Tautenburg par Lutz Dieter Schmadel et Freimut Börngen. Il présente une orbite caractérisée par un demi-grand axe de 2,34 UA, une excentricité de 0,07 et une inclinaison de 6,3° par rapport à l'écliptique.

## Compléments